# Lodi Vecchio
Lodi Vecchio är en ort och kommun i provinsen Lodi i regionen Lombardiet i Italien. Kommunen hade 7 609 invånare (2018).